# Centropus ateralbus
Centropus ateralbus е вид птица от семейство Cuculidae.

## Разпространение
Видът е разпространен в Папуа Нова Гвинея.